# HeartLand STUDIO

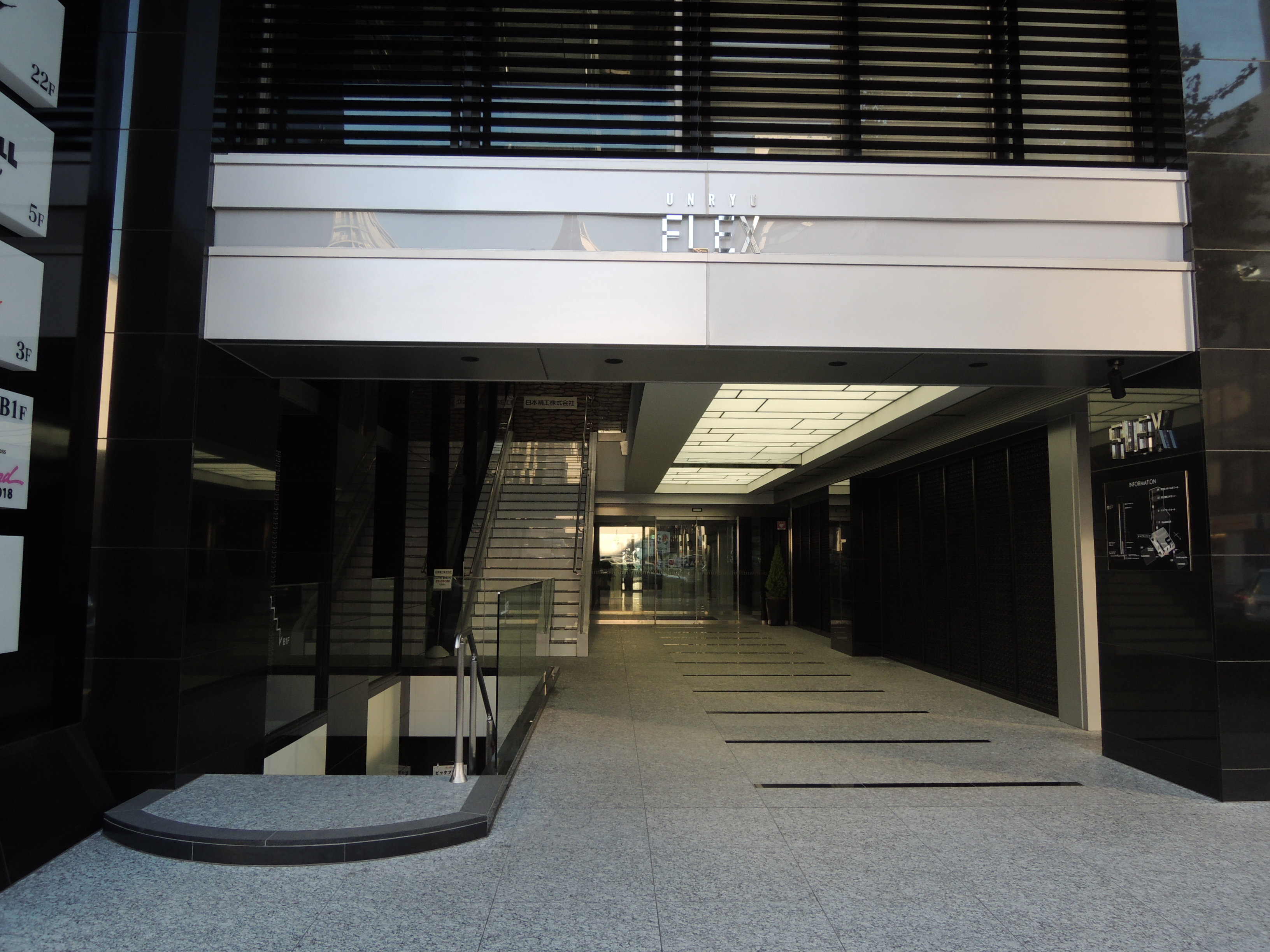
雲竜フレックスビル・西館入り口。ライブハウス「HeartLand」入り口は手前左側。

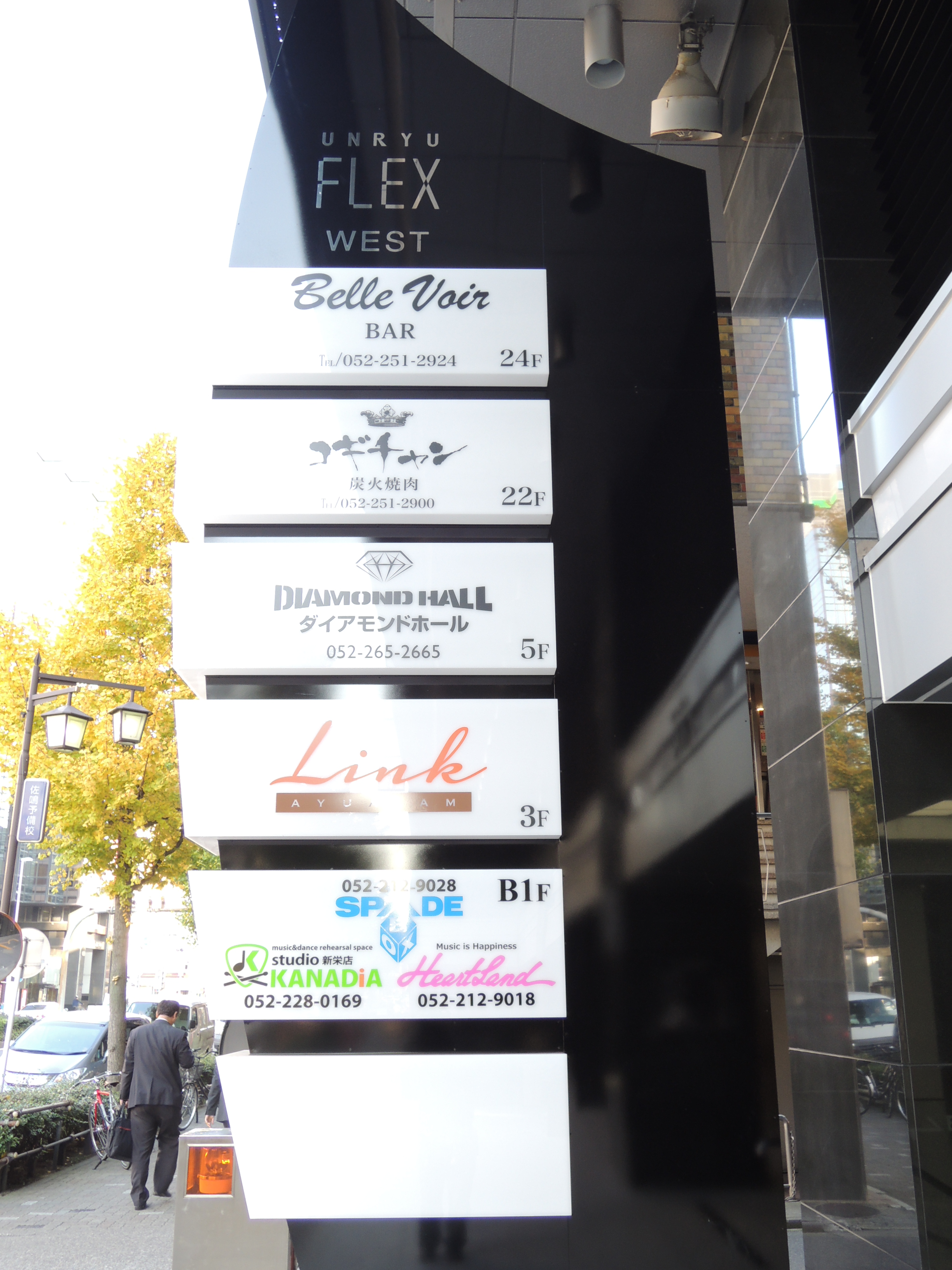
雲竜フレックスビル・西館案内板。

HeartLand STUDIO（ハートランドスタジオ）は、愛知県名古屋市中区新栄にあるライブハウス。

## 概要
名古屋では老舗的存在のライブハウスで、1983年（昭和58年）に閉館したヘラルドグループの映画館「ミリオン座」跡地にて開業。東海地方でコンサートの企画・運営・制作などを行なっているサンデーフォークプロモーションによる運営で、1984年（昭和59年）3月31日のこけら落としには白井貴子のライブが行なわれた。
オープン以来インディーズ、メジャーを問わずあらゆるジャンルの音楽シーンを支えてきた。黒い壁のライブハウスが多いなか、ハートランドは天井も床も白い。
週間スケジュールや出演アーティストのライブ映像などを扱う番組「HTV～ハートランドTV～」スターキャット・ケーブルネットワークで毎週放送している。
2015年（平成27年）11月23日をもって閉館し、11月28日より「HeartLand」の名称で雲竜フレックスビル地下に移転して再開した。
12月1日には同じ雲竜フレックスビル地下に「SPADE BOX」がオープンした。

## 施設概要
SPADE BOX
スタンディング：400名、イス：150名収容
HeartLand
スタンディング：150名、イス：70名収容
所在地
愛知県名古屋市中区新栄2-1-9、雲竜フレックスビル西館B1
最寄り駅
名古屋市営地下鉄東山線 新栄町駅